# Гідроген триоксид
Гідроген триоксид або дигідроген триоксид (триоксидан) — це нестійка молекула з формулою H2О3 або НОООН. Це один з групи гідроген поліоксидів. У водному розчині розкладається на воду і синглетний кисень.
Зворотна реакція, приєднання синглетного кисню до води, зазвичай не відбувається частково через те, що синглетний кисень рідко зустрічається в природі. Однак, вважається, що в біологічних системах озон утворюється з синглетного кисню, а гаданий механізм утворення гідрогену триоксиду з синглетного кисню відбувається через каталізацію антитілами.

## Добування
Гідроген триоксид можна отримати у малій кількості в реакції озону і гідрогену пероксиду або через електричну дисоціацію води. Більшу кількість сполуки було отримано через реакцію озону і органічних відновників при низькій температурі в різних органічних розчинах, а також при розкладі органічних гідротриоксидів (ROOOH).
Реакцію озону з гідроген пероксидом називають пероксон-процесом. Ця суміш використовувалась певний час для очищення підземних вод, забруднених органічними сполуками. Реакція утворює Н2О5

## Структура
Спектроскопічний аналіз показав, що молекула гідрогену триоксиду має асиметричну лінійну структуру Н-О-О-О-Н, а О-О зв'язок коротший, ніж гідрогену пероксиду. Очевидно існують також диметричні і триметричні форми молекули. Молекула має дещо більше кислотних властивостей, ніж гідроген пероксид, тому що дисоціює на Н+ і ОООН-.

## Реакції
Гідроген триоксид легко розкладається на воду і синглетний кисень з періодом напіврозпаду в 16 хвилин в органічних розчинах при кімнатній температурі, але лише за мілісекунди молекула розкладається у воді. Вона реагує з органічними сульфідами і утворює сульфоксиди, але мало що відомо про її реактивність. Нещодавні дослідження виявили, що триоксидан є активним компонентом, відповідальним за антимікробні властивості відомої суміші озону і гідрогену пероксиду. Через те, що ці сполуки існують в біологічних системах, науковці стверджують, що антитіла в людському тілі можуть генерувати триоксидан як потужний оксидант в боротьбі проти хвороботворних бактерій. Джерелом сполуки в біологічних системах є реакція між синглетним киснем і водою (що відбувається в будь-якому напрямі, звичайно, відповідно до концентрації), при чому синглетний кисень виробляється імунними клітинами.
У 2005 році триоксидан був зафіксований експериментально з допомогою короткохвильової спектроскопії в надзвуковому реактивному літаку. Молекула існує в транс-конформації з О-О зв'язком довжиною 142.8 пікометра порівняно з О-О зв'язком пероксиду водню довжиною 146.4 пікометра. Обчислювальна хімія передбачає, що існує більше молекул з кисневими ланцюгами або гідроген поліоксидів або навіть може існувати нескінченний кисневий ланцюг в низькотемпературному газовому стані. Взявши до уваги спектроскопічні докази існування триоксидану, можна почати пошук цих типів молекул в міжзірковому просторі. Запропоновані в 2022 році розрахунки припускають можливість присутності вимірюваних концентрацій поліоксидів в атмосфері .